# Oryzias matanensis
Oryzias matanensis är en fiskart som först beskrevs av Aurich, 1935.  Oryzias matanensis ingår i släktet Oryzias och familjen Adrianichthyidae. IUCN kategoriserar arten globalt som sårbar. Inga underarter finns listade i Catalogue of Life.